# Мятлев, Владимир Петрович
Влади́мир Петро́вич Мя́тлев (1 февраля 1868, Санкт-Петербург — 4 января 1946, Париж) — русский поэт. Отставной гвардии штабс-ротмистр в звании камергера. Внук более известного поэта Ивана Мятлева, современника А. С. Пушкина.

## Биография
Жил в имении Голубино в Курской губернии. Окончил Николаевское кавалерийское училище, был выпущен в лейб-гвардии Гусарский Его Величества полк. Высочайшим приказом от 28 марта 1893 года был произведён в штабс-ротмистры. С 21 января 1896 года служил в ведомстве Министерства внутренних дел, состоял в запасе гвардейской кавалерии. Высочайшим приказом по военному ведомству от 23 июля 1908 года на основании статьи 846 С. В. П. (достижение предельного возраста состояния в запасе; для обер-офицеров — 40 лет) был уволен в отставку.
10 июня 1906 года был избран новооскольским уездным предводителем дворянства и состоял в этой должности по 1917 год. Кроме того, избирался почётным мировым судьёй Новооскольского уезда.
В общественной деятельности Мятлев был консерватором, придерживался монархических взглядов. Вращался в высших сферах, которые высмеивал в своих сатирических стихотворениях. Был также известен как автор текстов нескольких романсов, самый известный из которых «У самых нежных слов нет сил…» был положен на музыку Полем Жюльеном Дельме. В 1912 году этот романс записал на грампластинку популярный певец оперетты Михаил Вавич.
В очень резких тонах высказывался о Владимире Мятлеве в своём дневнике 1916 года Владимир Пуришкевич, считая его недостаточно последовательным и жёстким в своих политических убеждениях.
После революции, в 1917—18 годах Владимир Мятлев жил в Орле, а затем, в 1918—19 — перебрался на Украину: сначала в Киев, а затем дальше — в Одессу. О мятлевских стихотворениях того времени вспоминает в своих мемуарах гражданской войны генерал Краснов, вообще неравнодушный к литературным проявлениям, а к политическим — в частности. В XIII главе «Всевеликого Войска Донского» он цитирует частушки, сочинённые Мятлевым на политическую злобу дня:

"К Дону отношение было сдержанное. На него тоже смотрели, как на неблагодарного сына и стремились прибрать к рукам. В это время известным поэтом-сатириком Мятлевым в Киеве было написано следующее остроумное стихотворение, рисующее положение Юга России к прибытию союзников:
Не поётся мне и не пишется, День-деньской в ушах моих слышится: «Ах ты, Русь моя, Русь родимая, Ты единая, неделимая!..»
Из хохлов создав чудом нацию, Пан Павло кроит федерацию: «Ах ты, Русь моя, Русь родимая, Ты единая, неделимая!..»
Владимир Мятлев был плодовитым автором, с лёгкостью писал рифмованные политические сатиры (то ли частушки, то ли куплеты), которые сам называл «памфлетами». До эмиграции Владимир Мятлев издал семь томов стихов, последний из которых вышел в свет в Курске. Все сборники стихов (или тома, как он их называл) Мятлева выходили под программными названиями, например: «Миражи», «Раздвоение», «Кошмары», «Вериги»… Последнее известное стихотворение, «Молитва буржуя» было написано в Одессе и датировано 1919 годом.
И Тямлев здесь, салонный бард,

Известный множеством историй

Из-за памфлетов на друзей, 

Из-за романов и связе́й…

1890-е — 1920-е
Эмигрировал Владимир Мятлев в конце 1919 или в начале 1920 года. Жил во Франции. Уже в эмиграции Владимир Мятлев печатался в журнале «Русская летопись», написал две книги, в том числе монументальную поэтическую фреску «Фон-Братен», роман в стихах из жизни высшего света (152 строфы, более 2000 строк). Своеобразный перепев или скрытая пародия на «Евгения Онегина», в 1920-е года он смотрелся, отчасти, анахронизмом. Собственно, так оно и было. Этот роман был написан стилистически определённой пушкинской строфой в игривых, фривольных, а местами сатирических тонах в конце 1890-х годов частью в Петербурге, частью в имении Голубино (Новооскольский уезд Курской губернии). Уже после эмиграции во Францию, проживая в Каннах, Мятлев восстановил свой роман по памяти (спустя более двух десятков лет). В романе (так же, как и в Евгение Онегине) содержится немало лирических отступлений личного характера. Между прочим, Мятлев немало говорит и о самом себе (в третьем лице), слегка переделав фамилию в Тямлева.
Вторая книга, опубликованная за границей под названием «После мятежа» включала в себя, в основном, стихотворные памфлеты (1917—22 годов). Такой стиль поэзии всегда удавался ему лучше, чем лирика, даже ироническая. С этой точки зрения Владимир Мятлев представал как типичный продолжатель духа поэтов-искровцев. Изданный в 1933 году (к 65-летию поэта) большой машинописный сборник «Кораблекрушение» был выдержан в духе «избранное из позднего Мятлева (1915—1933)». Он открывался подборкой стихов, взятых из последнего (восьмого) тома «Листопад» (1915—19 гг). За ним следовали стихи из томов 9—11, более мрачно-философские названия которых выглядели как: «У врат нирваны», «В ладье Харона» и «По ту сторону Стикса».
В начале 1920-х Владимир Мятлев в течение нескольких лет проживал в Германии, в частности в Мюнхене, но затем снова вернулся во Францию. В 20-е годы XX века был председателем Легитимно-монархического союза. Умер в Париже.